# Міагра гуамська
Міа́гра гуамська (Myiagra freycineti) — вимерлий вид горобцеподібних птахів родини монархових (Monarchidae), який був ендеміком Гуаму. Раніше вважався підвидом труцької міагри. Вид був названий на честь французького мореплавця Луї де Фрейсіне.

## Опис
Довжина птаха становила 13 см. Виду був притаманний статевий диморфізм. У самців верхня частина тіла була чорна, блискучо-синювата. У самиць верхня частина тіла була коричнювато-сіра. і у самців, і у самиць нижні частини тіла були білуваті, а груди охристі. У гуамських міагр були великі дзьоби і довгі вібриси.

## Поширення і екологія
Гуамські міагри жили у вологих рівнинних тропічних лісах, віддавали перевагу ярам. На початку 1970-х років популяція гуамських міагр катастрофічно зменшилась через появу на острові інвазивних бурих бойг. Останню гуамську міагру спостерігали в 1983 році. Вид був визнаний вимерлим.